# Claudio Castellazzi
Claudio Castellazzi, detto Bibo (Vimercate, 25 settembre 1964), è un ex cestista italiano.

## Carriera
Scoperto nel 1982 da Mimmo Trivelli in un oratorio di Busnago, arriva a Trapani diciassettenne per passarvi tutta la vita sportiva giocava nel ruolo di centro. Nella Pallacanestro Trapani diventa la bandiera insieme a Francesco Mannella giocando fino al 1993 con due promozioni consecutive dalla B1 alla A1.

## Palmarès

### Competizioni nazionali
Promozioni:
- 1989-90 -  Pall. Trapani dalla Serie B1 alla Serie A2
- 1990-91 -  Pall. Trapani dalla Serie A2 alla Serie A1
- 2000-01 - Panathletico Marsala dalla Serie C1 alla Serie B